# 拉蒂納頂級排球
拉蒂納頂級排球（英語：Top Volley Latina）是一支位於義大利拉蒂納的職業排球隊。目前參賽於義大利排球聯賽的超級聯賽。
2017年，由經濟部國際貿易局主辦、中華民國對外貿易發展協會執行推動的台灣精品冠名贊助拉蒂納頂級排球，2017/2018賽季將以台灣精品拉蒂納出賽。

## 成就
- CEV盃
 2013
- CEV挑戰盃
 2014
- 義大利錦標賽A2系列賽
 2009

## 隊伍
| 1                                                 | Louis Caccioppola  | 1998年7月29日  | 自由球員 |
| 2                                                 | 埃瑞克·庄司        | 1989年8月24日  | 自由球員 |
| 4                                                 | Carmelo Gitto      | 1987年7月3日   | 快攻手   |
| 5                                                 | 达尼埃莱·索蒂莱    | 1979年8月17日  | 舉球員   |
| 7                                                 | 尼古拉·勒戈夫      | 1992年2月15日  | 快攻手   |
| 8                                                 | Carlo De Angelis   | 1996年1月10日  | 自由球員 |
| 9                                                 | Jordan Corteggiani | 1991年5月7日   | 主攻手   |
| 11                                                | 克里斯蒂安·薩瓦尼  | 1982年2月22日  | 舉球員   |
| 13                                                | Andrea Rossi       | 1989年2月14日  | 快攻手   |
| 14                                                | 石川祐希           | 1995年12月11日 | 主攻手   |
| 15                                                | Gabriele Maruotti  | 1988年3月25日  | 主攻手   |
| 17                                                | 黃培閎             | 1990年9月17日  | 舉球員   |
| 18                                                | 萨沙·斯塔罗维奇    | 1988年10月19日 | 副攻手   |
| 總教練: Vincenzo Di Pinto 助理教練: Marco Franchi |                    |                |          |

## 外部連結
- 官方網站 （页面存档备份，存于）